# Сулица (река, впадает в Куйбышевское водохранилище)
Сули́ца (тат. Сөлчә) — река в Верхнеуслонском районе Республики Татарстан России. Устье реки ранее находилось в 5,9 км от устья по правому берегу реки Свияги, ныне впадает справа в Свияжский залив Куйбышевского водохранилища. Длина реки составляет 47 км, площадь водосборного бассейна 517 км².
Исток реки находится западнее деревни Майдан в 39 км к юго-западу от села Верхний Услон. Река течёт на север, протекает деревни Майдан, Ямбулатово, Крестниково, Русское Макулово, Куралово, Русское Бурнашево, Юматово, Савино. Впадает в Куйбышевское водохранилище у деревни Медведково.
Ширина реки 5 — 6 м, глубина 0,4 — 1,0 м, скорость течения 0,1 — 0,2 м/с. Средний многолетний слой годового стока 113 мм. Слой стока половодья 100 мм расход межени в устье 0,22 м³/с. Река маловодна, имеет хозяйственное значение.
С 1978 года Сулица — памятник природы. Устье реки находится в Свияжском природном заказнике.

## Притоки
В реку впадают 19 притоков, крупнейшие из них:
- на 20 км Клянчейка (лв)
- на 25,1 км Чангара (лв)
- на 25,2 км Кашерша (пр)

## Данные водного реестра
По данным государственного водного реестра России относится к Верхневолжскому бассейновому округу, водохозяйственный участок реки — Волга от Чебоксарского гидроузла до города Казань, без рек Свияга и Цивиль, речной подбассейн реки — Волга от впадения Оки до Куйбышевского водохранилища (без бассейна Суры). Речной бассейн реки — (Верхняя) Волга до Куйбышевского водохранилища (без бассейна Оки).